# Hyperhomocystéinémie
 Mise en garde médicale
L'hyperhomocystéinémie correspond à des taux élevés d'homocystéine dans le sang et est associée avec certaines maladies. 

## Causes

### Environnementales
Des carences en acide folique (vitamine B9), pyridoxine (B6) et cobalamine (B12) peuvent entraîner des niveaux élevés d'homocystéine dans le sang (hyperhomocystéinémie). Des supplémentations en pyridoxine (B6), acide folique (B9), cobalamine (B12) ou en triméthylglycine (bétaïne) diminuent la concentration d'homocystéine dans le sang,. Des niveaux élevés d'homocystéine sont liés à de hautes concentrations de diméthylarginine asymétrique endothéliales. Des recherches récentes suggèrent que des exercices intenses et longs augmentent les concentrations d'homocystéine dans le sang. On suppose que cela augmente le métabolisme de la méthionine.
La consommation chronique d'alcool peut aussi entraîner une hyperhomocystéinémie,.

### Génétiques
Des hyperhomocystéinémies peuvent apparaître dans des pathologies héréditaires génétiques rares comme l'homocystinurie et des polymorphismes de la 5,10-méthylènetétrahydrofolate réductase. Cette seconde pathologie est plus fréquente, environ 10 % de la population mondiale. Elle est associée à l'augmentation de l'incidence de thrombose et de maladies cardio-vasculaires qui sont plus fréquentes chez les personnes avec un niveau d'homocystéine supérieur à 6 µmol/L.

## Conséquences

### Maladies cardiovasculaires
L'hyperhomocystéinémie est un facteur de risque reconnu de maladie thromboembolique. Il augmente également le risque de thrombose veineuse cérébrale.

### Maladies neuropsychiatriques
l'hyperhomocystéinémie serait un facteur de risque pour la maladie d'Alzheimer, le défaut de fermeture du tube neural, les troubles dépressifs ainsi que pour la schizophrénie,. Des supplémentations en vitamines du groupe B (B9 et B12) pourraient diminuer le risque de développer une maladie d'Alzheimer,,.

### Fractures
Une hyperhomocystéinémie pourrait entraîner des fractures chez les personnes âgées. Elle entraînerait des lésions des cellules endothéliales et augmenterait le risque de formation d'un thrombus à cause d'un stress oxydatif,. L'homocystéine n'affecte pas la densité osseuse. Cependant, il semble que l'homocystéine affecte le collagène en interférant avec les liaisons des fibres de collagène avec les tissus qu'elle renforce. Dans une étude, on a donné des vitamines B9 et B12 pour abaisser l'hyperhomocystéinémie chez des patients qui avaient déjà eu un accident vasculaire cérébral, il y avait à deux ans une diminution de 80 % des fractures, principalement à la hanche. De manière surprenante, la densité osseuse (et le nombre de chutes) étaient identiques dans les groupes placebos et vitamines.

### Autres
Une lithiase vésiculaire semble plus fréquente.

## Diagnostic
Il repose sur le dosage de la concentration d'homocystéine dans le sang. Ce dosage peut être toutefois artificiellement augmenté de façon modérée par certains médicaments (fibrates, metformine...)

## Traitement
L’administration de Vitamine B6, B9 ou B12 permet une baisse significative du taux sanguin d'homocystéine sans toutefois d'effets démontrés sur la mortalité ou la morbidité cardio-vasculaire,,.